# Bathyraja schroederi
Bathyraja schroederi е вид хрущялна риба от семейство Arhynchobatidae.

## Разпространение и местообитание
Видът е разпространен в Бразилия, Уругвай и Чили.
Среща се на дълбочина от 1000 до 2375 m, при температура на водата около 3 °C и соленост 34,9 ‰.